# Kulli (Elva)
Kulli – wieś w Estonii, w prowincji Tartu, w gminie Elva.